# 包豪斯
國立包浩斯學校（德語：Staatliches Bauhaus，發音：[ˈʃtaːtlɪçəs ˈbaʊˌhaʊs] ⓘ），通常简称包浩斯，是一所位於德國威瑪的藝術和建築學校，講授並發展設計教育。由德文和組成（為「建築」，動詞為建造之意，為名詞，「房屋」之意），由建築師瓦爾特·格羅佩斯在1919年時創立於威瑪。學校經歷了三個時期：1919年至1925年魏瑪時期、1925年至1932年德紹時期和1932年至1933年柏林時期，以及三任校長：1919年至1925年的瓦爾特·格羅佩斯、1925年至1930年的汉斯·迈耶以及1930至1933年的密斯·凡德羅，1933年在納粹政權的壓迫下，包浩斯宣佈關閉，同年也是威瑪共和的結束。
由於包浩斯學校對於現代建築學的深遠影響，今日的包浩斯早已不單是指學校，而是其倡导的建築流派或風格的統稱，注重建築造型與實用機能合而為一。而除了建筑领域之外，包浩斯在藝術、工业设计、平面設計、室內設計、现代戏剧、现代美术等領域上的发展都具有显著的影响。

## 歷史

### 1919-1925年威瑪時期

#### 背景

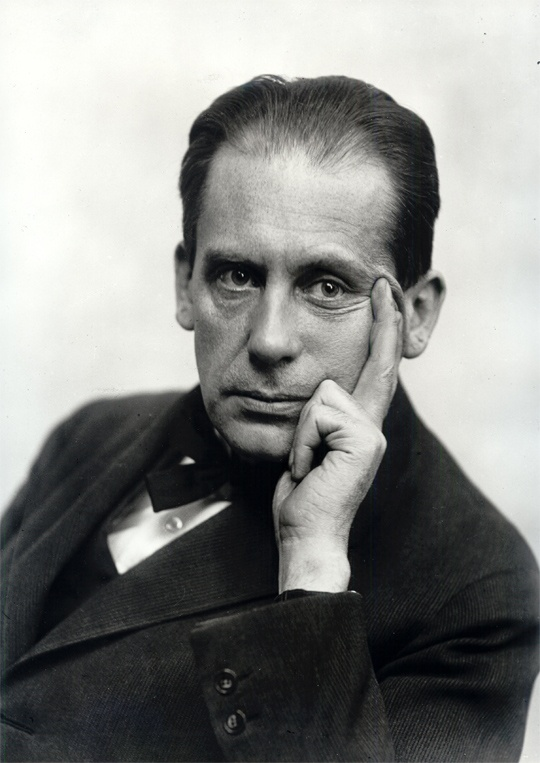
包浩斯的创办人瓦爾特·格羅佩斯 (1883 – 1969)

第一次世界大戰後，德意志帝國掀起「十一月革命」改制威瑪共和，知識份子們面對戰敗的屈辱，懷抱狂熱的社會改革理想，瓦爾特·格羅佩斯在這股思想潮的建築與設計學校，以實現他對團隊合作精神、發揚手工藝傳統訓練及烏托邦式的理想。

包浩斯的標誌

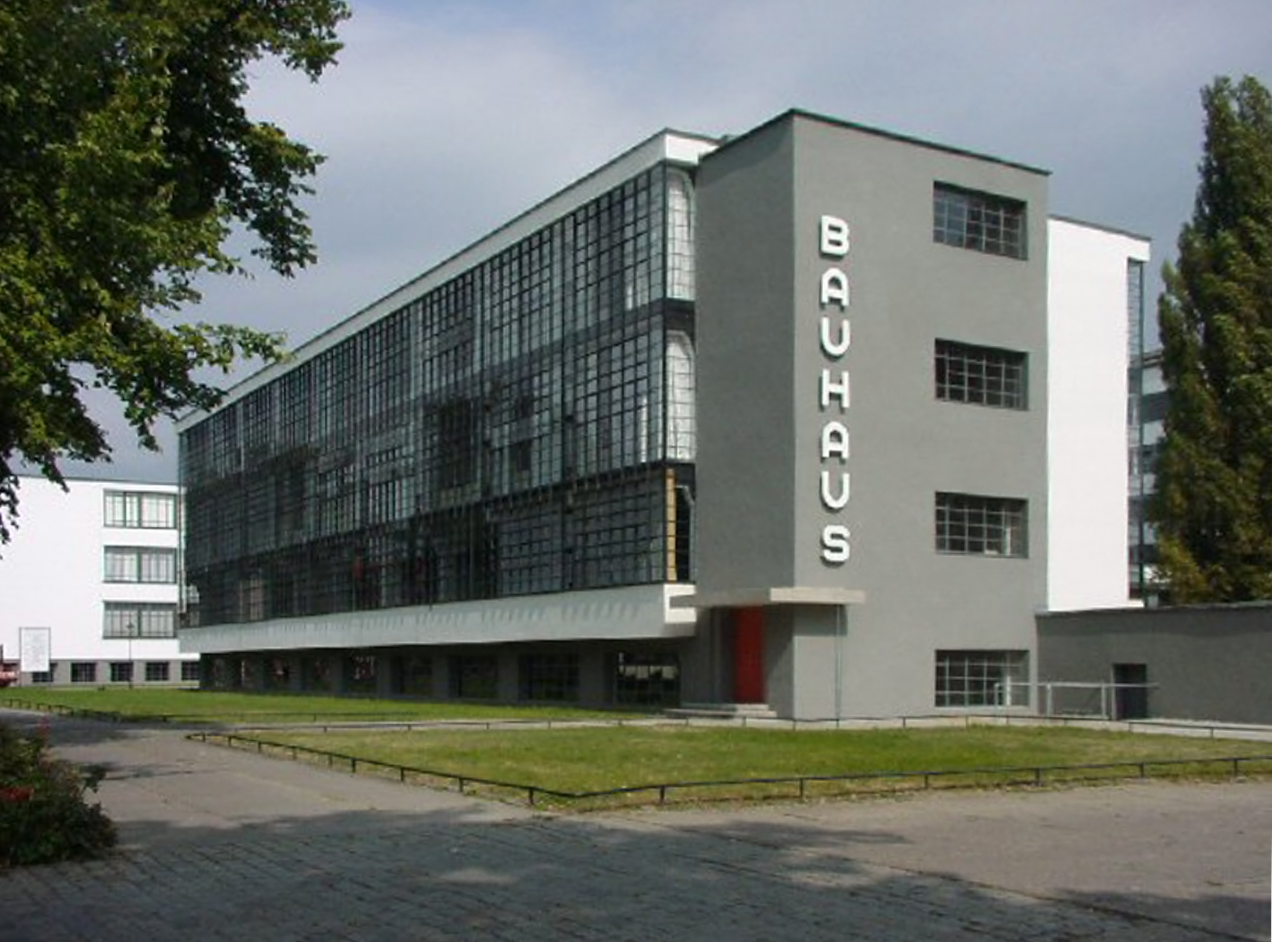
包浩斯新校舍，早期的现代主义建筑

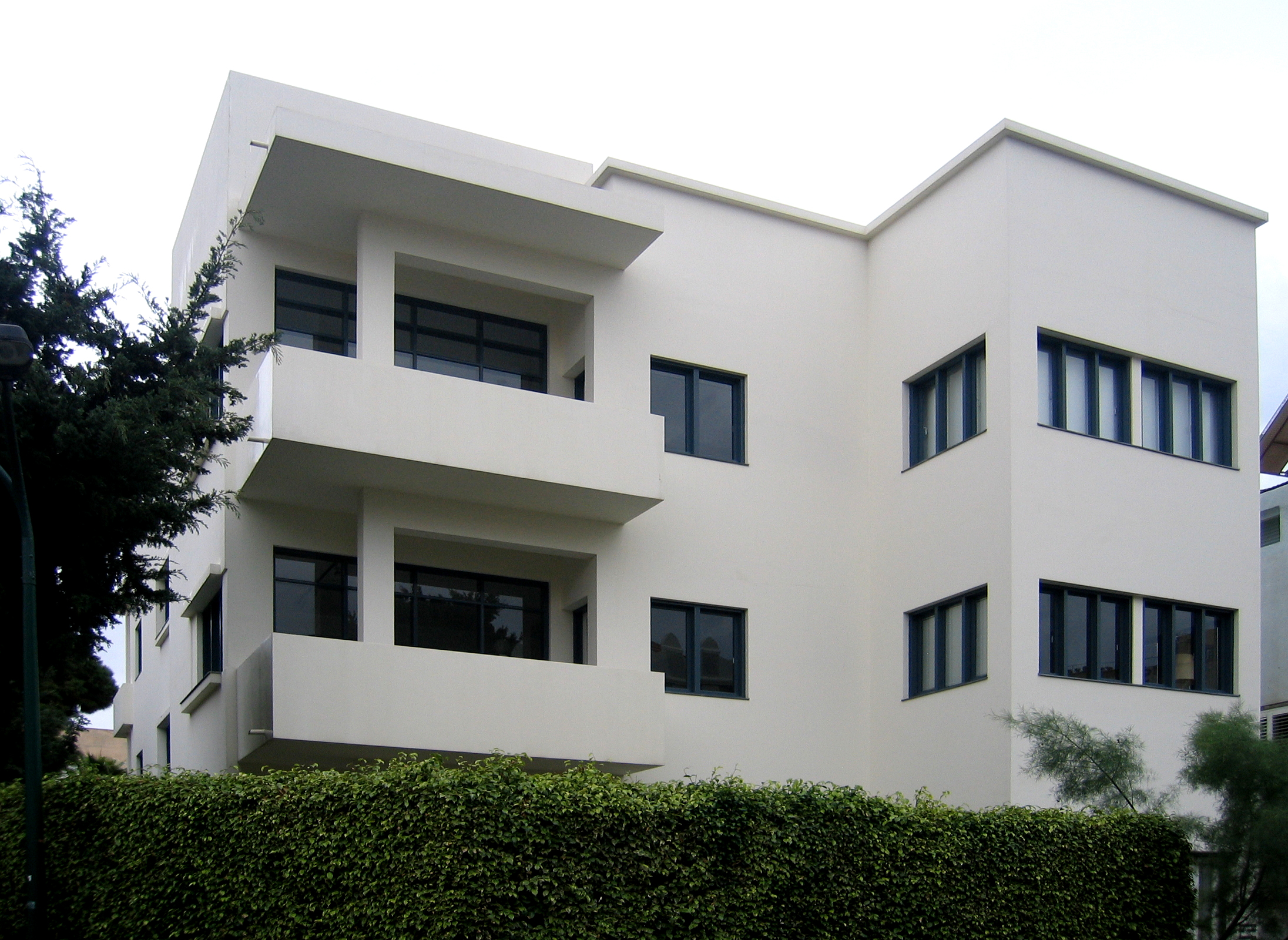
包浩斯博物馆 - 特拉维夫

1915年，位於魏玛的魏瑪市立工藝美術學校（由威廉·恩斯特創辦）校長亨利·范德費爾德退休，推薦格羅佩斯為繼任人選。之後學校被強制解散，此舉受到魏瑪部份官員反對，並在魏瑪藝術學院院長弗里茨·马肯森的支持協商下，將工藝學校縮小為藝術學院的一個科系，同時自行開辦建築學校，格羅佩斯則擔任這所擬議中的建築與工藝聯合學校的主管，然而計畫細節模糊，格氏也不滿職位權責不明確，加上正處於戰時，此問題一直被擱置，直到戰後經過格羅佩斯多次與魏瑪官員商談與闡揚目的，1919年3月16日，格羅佩斯正式被委任工藝美術學校與魏瑪藝術學院的校長，3月20日，格羅佩斯正式建議並獲准將這所合併的學校更名為「國立建築學院（即包豪斯）」（des Staatliches Bauhaus），並於4月1日正式開學。
1919年3月20日，發表了由格羅佩斯起草的包豪斯宣言，部份宣言「…建立一個新的設計師組織，在這個組織裡面絕對沒有那種足以使工藝技師與藝術家之間樹立起自大障壁的職業階級觀念。同時將我們創造出一棟將建築、雕刻、繪畫結合而成三位一體的新的未來殿堂，並用千百萬藝術工作者的雙手將之矗立在雲霄高處…」，展現了包浩斯教育的崇高理想與目標。包浩斯宣言的木刻版畫封面是由德裔美籍表現主義畫家萊昂內爾·費寧格創作的「大教堂」。
起初格羅佩斯只聘任了三位新教授，分別是萊昂內爾·費寧格、瑞士畫家约翰内斯·伊顿以及德國雕刻家格哈德·马克斯，和格羅佩斯本身共四人組成教職員陣容，直到後來才陸續有瑞士表現主義畫家保羅·克利（自1920年起），奥斯卡·施莱默（自1921年起），俄國表現主義畫家瓦西里·康定斯基（自1922年起）與匈牙利構成主義藝術家莫霍利-纳吉·拉斯洛（自1923年起）的加入。
1923年，包浩斯成立後第四年，德國圖林根政府正式要求包浩斯舉辦一次綜合展覽，事實證明在短短4年間，包浩斯在設計上的探索與嘗試所建立的自信與風格，可以說非常成功，包浩斯第一次展覽會共吸引了一萬五千多名觀眾，受到整個歐洲、美國和加拿大等地評論家的熱烈讚揚。在德國本身，贊成派與反對派時常在報章上發表評論，爭執十分激烈。1924年，包浩斯參加德國萊比錫展覽會（Leipzig Exhibition），其參展作品獲得極高評價，有英國、法國、荷蘭、奧地利等五十餘家廠商向包浩斯訂購設計作品，但由於當時學校設備與資金有限，以致全體師生忙碌五個月也未能完成全部訂單。
由於魏玛時期的任教教師與魏玛共和有相當的關係，因此對包浩斯表示讚揚的人，往往被視為是左派或國際主義人士，也因此剛開始時右派政府一直抱持著反對包浩斯的態度。在1924年2月圖林根議會選舉後政治形勢轉變，左派的執政黨相較於里夏德·洛伊特霍伊塞尔所領導的右派DVP黨，少了百分之五十的席位，政治局勢丕變。在這種局勢下，其他城市建議包浩斯的老師及學生們換一個新的地方讓學校繼續運作，再加上圖林根政府亦感受到財政與政治上的現實壓力，最後魏玛的包浩斯終於在1925年時結束運作，並搬到德绍繼續教學。

#### 教學
包浩斯的目的是成為結合建築、工藝、與藝術的學校，按照格羅佩斯的理想，現代設計教育必須結合藝術與技術，將藝術家、工匠與工業之間的界線抹除，方能提升德國的工業水準。使得包浩斯的教學在理論知識與實務技術同樣重視，基本上是以藝術家、工藝家為中心所建構的工作坊（Werkstätten）形式教學，教師學生之間以「師傅」（master）、「技工」（journeyman）與「學徒」（apprentice）的中世紀行會（Medieval Guilds）用語互相稱呼，倡導中世紀建造大教堂般，建築師、工匠與藝術家集體協調工作的精神。
在當時並沒有一位藝術家或工匠是理論與技術兼具的，因此包浩斯在前幾年都採雙軌教學制，由教導藝術形式、色彩、繪畫的「形態教師」（Form meister）與傳授技術、手工藝、材料的「技術教師」（Handwerks meister）共同教授。然而看似有道理的制度實際執行上卻是困難重重，形態教師的教學影響力常大於技術教師，兩種教師所受教育的不同、教學方向我行我素與薪資待遇差別等問題，使得包浩斯有很長一段時間處在兩派教職員分裂的情況。一直要到1925年，包浩斯有了第一屆理論技術兼備的畢業生留下擔任教師，才結束了雙軌教學。
新生在進入包浩斯必需接受6個月的基礎課程預備教育，以解決初期學生素質良莠不齊的問題（有來自各國的菁英留學生與戰後德國湧現的新勞動階層，年齡遍布19歲至40歲），通過訓練後依據所長被分配到不同的實習工廠中，接受3年的工作坊專業教育，結業合格者授以「技工證書」（journey diploma），可選擇就職或繼續攻讀建築師專業教育，參與不設年限的實習與高等養成訓練，經考查成績滿意後才能授以「包浩斯文憑」，一般需時4至5年。
约翰内斯·伊顿（1887-1944）在基礎課程訓練的教學上，擺脫傳統學院派的束縛，強調對材料的觀察、研究與實際運用，使學生從經驗中獲得工藝技術上的啟發，然而比起理論，他偏好應用直覺解決問題，引導學生脫離現實，去追求「未知」與「內在的和諧」，這種神秘主義色彩，對格羅佩斯與包浩斯的立場帶來強烈的矛盾。

#### 風格
在前工業時期產品的引導下，開始嘗試將羅馬式設計風格轉化並結合現代組構方式操作。
包浩斯風格起初為表現主義，尤其受到约翰内斯·伊顿的個人直覺式、神秘主義的教學影響很大，與格羅佩斯理想中的「集體創作」大相逕庭，也偏離了包浩斯與工業生產結合的宗旨，學生在伊頓神秘、權威的偶像式教育下，所展現出的自然崇拜與自我表現的神秘主義，已經與當時工業設計訓練的理性立場違背。
1921年，在柏林郊區，由木材商人阿道夫·佐默费尔德委託包浩斯木工工廠的私人住宅建築案，是表現主義時期的揭幕作品夏日屋（Haus Sommerfeld），室內所有設計皆為包浩斯木工部門學生作品。
1921年，荷蘭風格派運動精神領袖特奥·范杜斯堡造訪魏瑪，對於同樣追求知性與秩序、工業發展導向的包浩斯，被伊頓的神秘主義風格所壟斷感到震驚，並提出嚴厲批評，1922年杜斯堡在魏瑪舉辦「風格派新藝術演講」，主要批判表現主義的弊病，以及闡述構成主義的理論，規律富有秩序、非個人的、理性化的設計風格，與包浩斯的工業生產、面向實際的宗旨相吻合。風格派開始影響包浩斯，同時也讓格羅佩斯慎重地考慮往後的走向，他開始放棄戰後初期的烏托邦理想與手工藝傾向，提出應該從工業化傾向來發展設計教育的理念。
為了挽救包浩斯的方向與誤解，1922年6月，格羅佩斯聘請了瓦西里·康定斯基，藉由他理性的科學理論課程讓教學重新走上軌道。1922年10月，格羅佩斯公開勸退伊頓辭職，並在1923年由莫霍利-纳吉·拉斯洛取代他的職務，在保羅·克利、康定斯基與纳吉的教學努力下，包浩斯風格逐漸走向理性主義與構成主義。
1923年，在包浩斯第一次展覽會上展出的模型屋非洲號角由格奥尔格·穆赫設計，簡單的立方體外觀，利用鋼筋與混凝土結構建成，每個房間都有明確不可取代的功能，室內燈光由纳吉設計，家具皆為馬塞爾·布劳耶的作品，具新即物主義的組成與荷兰风格派运动的特色，有著「冷，極簡，機械」的意象。

### 1925年德绍時期
1925年包浩斯遷校至德绍。此時期可謂包浩斯發展重要的轉捩點。為了建立起現代設計理論基礎與介紹現代美學思想與成就，格羅佩斯與纳吉擔任編輯，聘請包浩斯教授與具領導地位的建築師與藝術家共同撰寫，出版了一套規模宏大的設計理論叢書「包浩斯叢書」（Bauhaus Books）。
1926年12月4日，由格羅佩斯親自設計的包浩斯德紹校舍全面落成，延續法古斯工廠的設計理念，大片玻璃立面和曲折的校舍增加採光面積，各種構造的靈活運用，各立面皆有獨自造形特色的律動感，校舍簡潔卻又整合多功能，表現了嶄新的建築空間觀念，成為格羅佩斯不朽的「建築宣言」。較特別的是全體師生皆參與建築過程，集會廳、金屬管家具、室內裝飾均由師生設計。同時格羅佩斯設計的包浩斯教員宿舍，以住宅手法操作，將包浩斯建築示範性地結合，表達了住宅創作發展意向。第一批以新鋼管材料設計的家具在此設置，這些家具由马塞尔·布劳耶、马特·斯塔姆及密斯·凡德羅所設計——第一個懸臂椅（Freischwinger）。並開始以工廠實習作團體操作。
1927年，在教學基礎成熟、新校舍的建築參與經驗，以及德紹市議會委託的建築案等背景，格羅佩斯順水推舟成立了建築系，並聘請瑞士建築師汉斯·迈耶擔任第一任系主任，完成了格羅佩斯成立包浩斯的原始目標。
1928年4月1日，格羅佩斯在為包浩斯校務奮鬥了9年之後，辭去了領導人職務，並推薦邁耶成為新的領導人。邁耶對包浩斯的期望不只是以全民需求取代奢華需求（Volksbedarf statt Luxusbedarf），而且是密集地結合工廠一起操作。在邁耶的領導下，包浩斯終於有了第一筆的盈收，然而邁耶的極左派、泛政治化與反藝術立場，使他與教職員、德紹政府的關係開始惡化，布劳耶、拜尔、纳吉相繼辭職。他更積極鼓吹學生參與政治活動、宣揚共產主義思想。這種將政治帶進教學的舉動，特別是與德紹政府相左的政治立場，終使包浩斯的社會地位岌岌可危，1930年6月，在政府與学校的舆论壓力下，格羅佩斯逼迫邁耶辭去校長職務。
格羅佩斯期待能有一位公正客觀、立場中立的人物來挽救包浩斯的聲譽，便邀請密斯·凡德羅接手領導包浩斯。密斯·凡德羅上任後的第一個動作就是終止學校內所有政治運動，並積極推動建築教育研究，才使教學逐漸上軌道，然其方向已轉變為機能主義，課程也與原先的包浩斯大不相同。
1931年納粹黨在德紹大選獲勝，包浩斯在納粹主義下被認定為「非德國的」事物（包括共產主義的政治紀錄、被冠上「猶太式」的現代主義建築），而下令關閉學校，密斯·凡德羅於1932年10月關閉德紹包浩斯，帶領包浩斯師生前往柏林。

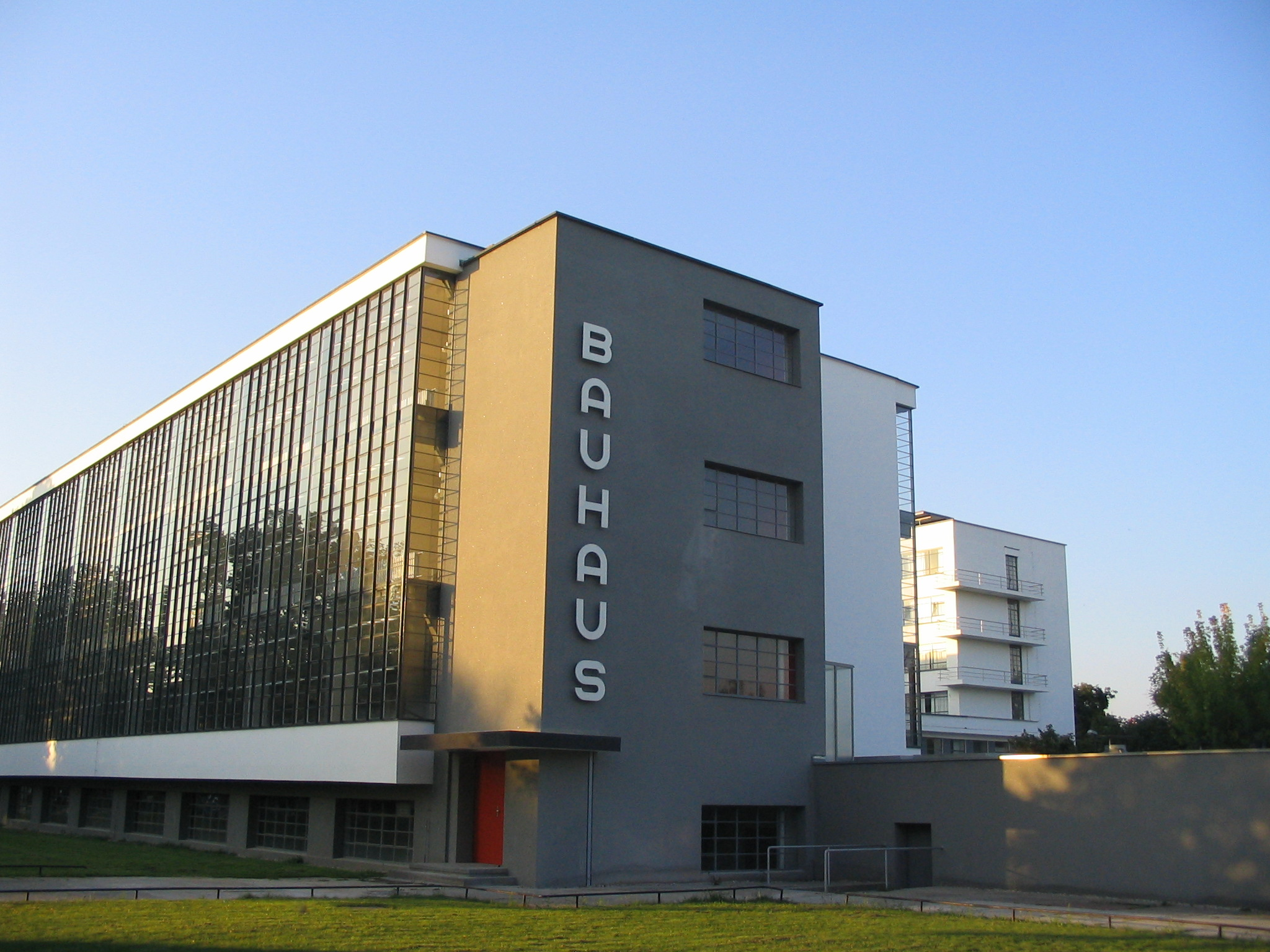
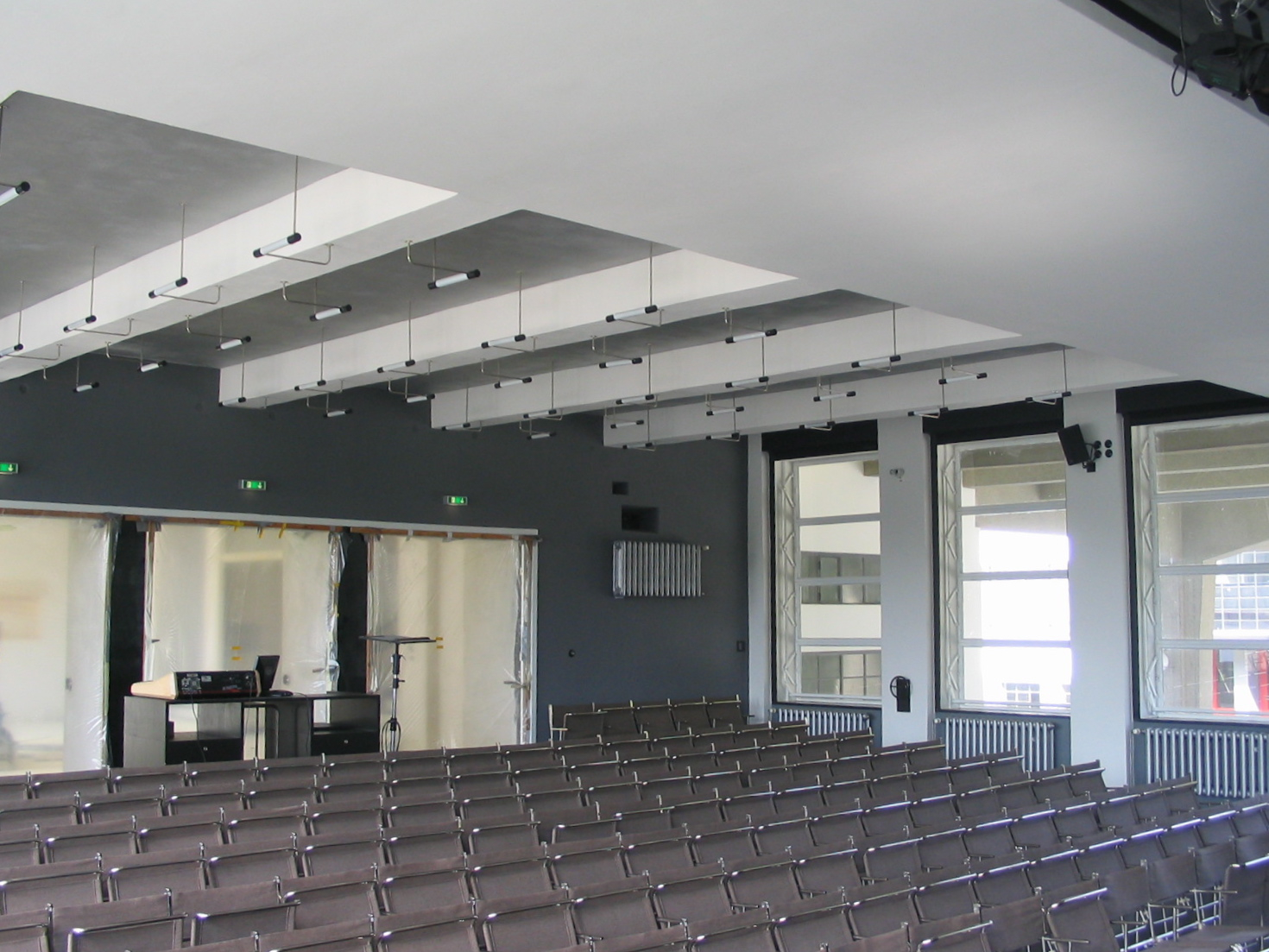
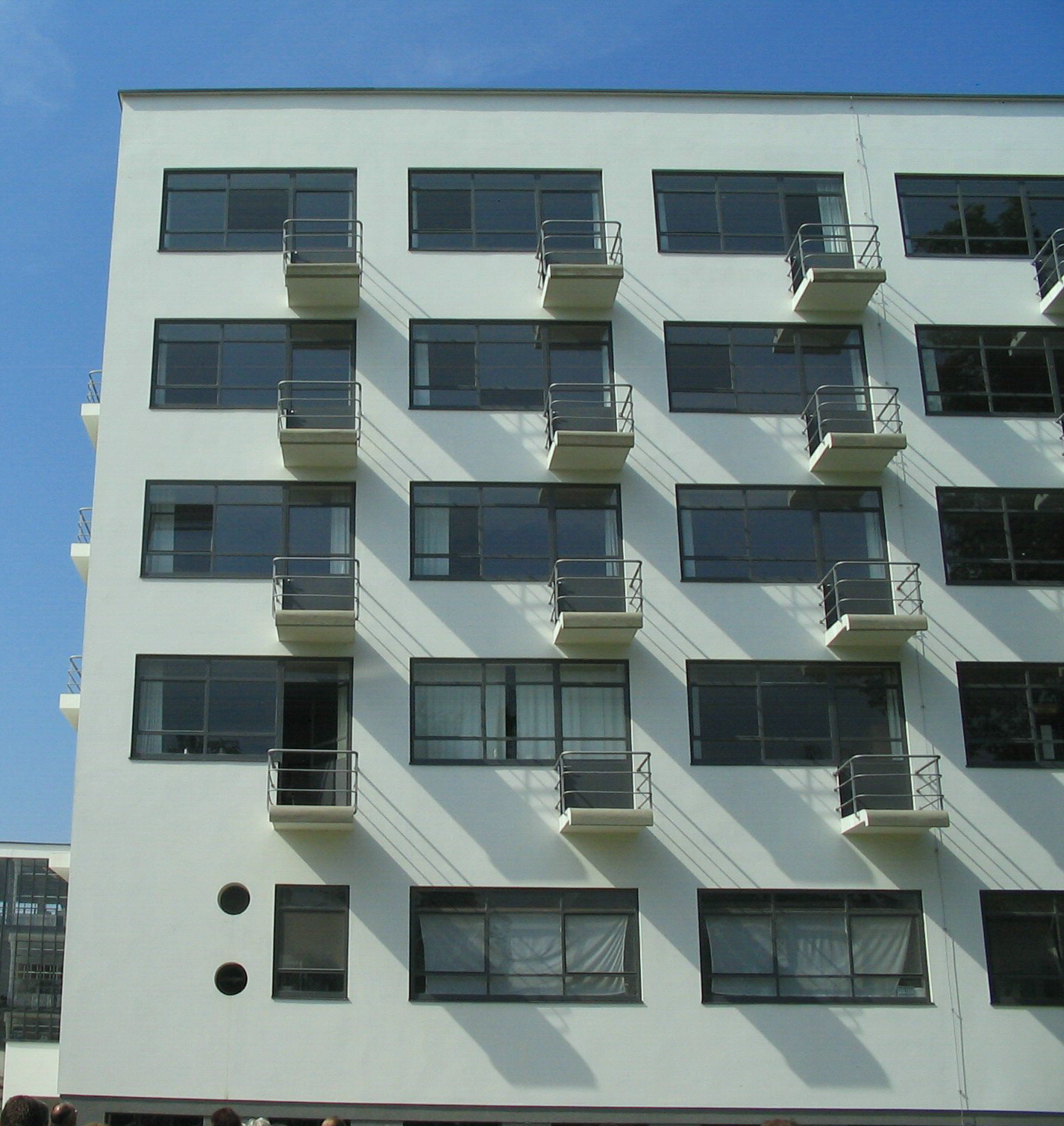
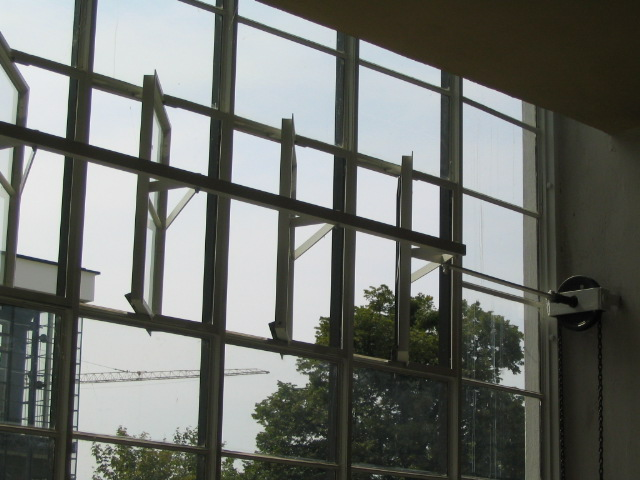

### 1932年柏林時期
1932年，包浩斯遷至柏林施泰格利茨一處廢棄電話工廠繼續教學，此時基本上算是苟延殘喘，經濟已陷入困境，僅由包浩斯本身的設計專利費用、魏瑪政府答應支付至1935年的經費，和師生們的作品收入來支持教職員的薪資。
1933年1月，納粹政府取得國家政權，4月德國文化部下令關閉包浩斯，4月11日師生被蓋世太保強制驅離並佔領學校，密斯·凡德羅多方奔走交涉，仍不敵納粹的全面封殺。8月10日，密斯·凡德羅以經濟困難為由，宣佈包浩斯永久解散。
包浩斯的主角，如约瑟夫·艾伯斯、瓦爾特·格羅佩斯、莫霍利-纳吉·拉斯洛及密斯·凡德羅之後流亡至美國，在美國黑山學院（Blacks Mountain college）有著重要的轉折點，讓這些包浩斯的教師發揮他們的影響力與設計理念。尤其在建築領域，與產品-平面溝通設計，快速地建立包浩斯的方法與理論。
格羅佩斯於1934年前往英國短暫居住，1937年赴美國任哈佛大學建築系主任。马塞尔·布劳耶也跟隨格羅佩斯前往美國。
密斯·凡德羅於1937年赴美，任教於伊利諾理工學院（Illinois Institute of Technology）。
莫霍利-纳吉1937年前往美國芝加哥，創立新包浩斯，即芝加哥設計學院前身。
約瑟夫·艾伯斯被聘任美國北卡羅來納州黑山學院講授藝術及耶魯大學教育平面設計。

### 1945年以後

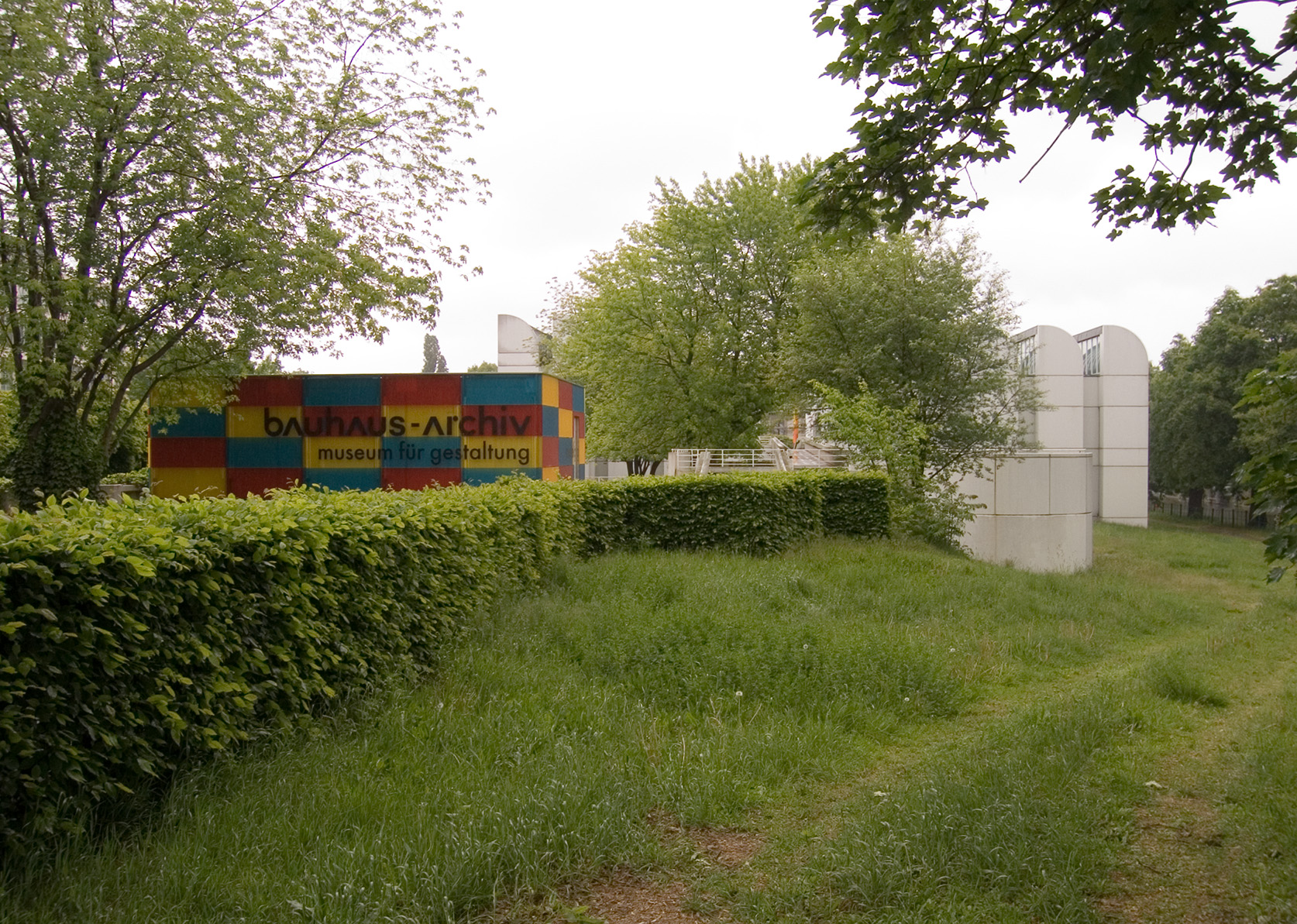
位於柏林的包豪斯博物馆，瓦尔特·格罗皮乌斯设计

二次世界大戰後，由包浩斯校友馬克斯·比爾領導，以包浩斯為典範，設立烏爾姆造型學院。
1970年初，一組已認證修訂之家具與現成物上市，這些包浩斯風格規格化的意向到今日還是深具影響。
1996年在德紹與威瑪的包豪斯建築物，被列為聯合國教科文組織世界遺產。2017年该世界遗产扩展增加位于贝尔瑙的德国贸易联盟联合学校的包豪斯建筑，合称为：“魏玛、德绍和贝尔瑙的包豪斯建筑及其遗址”。
兩德統一後的1995-1996年間，德國政府重新復名魏瑪包豪斯大學，使得該校轉變為公立綜合大學性質的設計學術機構。

## 教授/學程
創校時期，總共有十三個不同的工作坊，列如下：

### 包浩斯工作坊
| 負責人       |                                       |
| 印刷工藝     | 萊昂內爾·費寧格                       |
| 玻璃繪畫     | 约瑟夫·艾伯斯、约翰内斯·伊顿          |
| 金屬工藝     | 约翰内斯·伊顿、莫霍利-纳吉·拉斯洛     |
| 傢具細木工藝 | 瓦爾特·格羅佩斯                       |
| 織造工藝     | 格奥尔格·穆赫                         |
| 攝影         | 瓦尔特·彼特汉斯                       |
| 壁畫工藝     | 奥斯卡·施莱默、瓦西里·康定斯基        |
| 舞台         | 洛塔尔·施赖尔、奥斯卡·施莱默          |
| 書本裝訂工藝 | 保羅·克利                             |
| 陶藝         | 格哈德·马克斯                         |
| 建築         | 瓦爾特·格羅佩斯、路德維希·密斯·凡德羅 |
| 展示規劃     | 约斯特·施密特                         |
| 和諧指導教師 | 格特鲁德·格鲁诺                       |

### 包浩斯歷代校長
- 瓦爾特·格羅佩斯（1919年～1925年）
- 汉斯·迈耶（1925年～1930年）
- 路德維希·密斯·凡德羅（1930年～1933年）

### 包浩斯藝術家
- 保羅·克利
- 萊昂內爾·費寧格
- 卡尔·施奈德斯（英语：Carl Schneiders）
- 瓦西里·康定斯基
- 安妮·艾伯斯

## 紀念
2019年4月12日，Google推出了Google doodle，以紀念包浩斯100周年。

## 外部連結
- 官方网站 （页面存档备份，存于）
- Bauhaus Dessau Foundation